# Rhoicissus laetans
Rhoicissus laetans är en vinväxtart som beskrevs av E. Retief. Rhoicissus laetans ingår i släktet Rhoicissus och familjen vinväxter. Inga underarter finns listade i Catalogue of Life.